# Stierskreek
De Stierskreek of Praatvliet is een water in de Bewester Eede bezuiden Sint-Pietersdijkpolder in de Nederlandse gemeente Sluis. De kreek loopt vanaf de Lapscheurse Gatpolder naar de stad Aardenburg. Tot de bedijking van de Lapscheursche polder was de Stierskreek onderdeel van het Lapscheurse Gat. Het Lapschuursche Gat was destijds veel groter dan nu en was onderdeel van het Zwin. 
Aan de Stierskreek liggen de streekjes 't Kraaijennest en Stiershoek en de schansen Elderschans en Kruisdijkschans. Verder scheidt de kreek Heille in een Oud-Heille en een Nieuw-Heille.